# نظام ارجاع خدمات پزشکی
نظام ارجاع خدمات پزشکی نوعی شیوه ارائه خدمات درمانی و بهداشتی است که در آن بیماران باید طبق یک سلسله‌مراتب به مراکز درمانی مراجع کنند که شروع آن با پزشک خانواده است.

## چگونگی
دو شیوه مدیریت در نظام سلامت در دنیا وجود دارد:
1. در اولین شیوه مدیریتی که به آن سیستم تعاون همگانی گفته می‌شود همه عناصر کشور به نحوی در ارائه خدمات بهداشتی و درمانی شرکت دارند و هم‌چنین بیمار این حق را دارد که به هر مرکز درمانی مراجعه نماید.
2. شیوه دوم، خدمات ارائه‌شده توسط نظام سلامت و حرکت بیمار برای دریافت این خدمات را در سطوح مختلفی تعریف نموده و نظام‌مند ساخته‌است. به این سازوکار نظام‌مند، نظام ارجاع گفته می‌شود.

مدیریت با شیوه اول نتایجی همچون عدم دریافت پاسخ لازم به دلیل عدم شناخت بیمار و پزشک، ارائه خدمات تکراری و بی‌اثر، عدم ثبت سوابق درمانی و اطلاعات بیماری، اتلاف امکانات پیچیده برای امراض ساده یا بالعکس، عدم امکان پیگیری بیمار توسط تیم سلامت، مصرف بی‌رویه و خودسرانه دارو به دلیل تکرار درمان از سوی پزشکان و خستگی بیمار از عدم دریافت پاسخ صحیح و هم‌چنین اتلاف خدمات پاراکلینیکی و افزایش هزینه واردشده به اقتصاد خانواده و دولت به دلیل عدم دریافت درمان مناسب را به دنبال دارد. از محسنات این شیوه مدیریتی می‌توان به آزاد بودن بیمار برای مراجعه به پزشک دلخواه، انتخاب آزادانه شغل و فعالیت توسط تیم سلامت، عدم نیاز به فرهنگ‌سازی در بطن جامعه و تیم سلامت و عدم فعالیت سلیقه‌ای بیمه‌ها اشاره نمود.
اما در شیوه مدیریت دوم، حرکت بیمار جهت دریافت خدمات سلامت را «پزشک خانواده» تعیین می‌کند. پزشک خانواده، پزشکی عمومی است که خدمات سلامت را بدون در نظر گرفتن شرایط جنسیتی، اقتصادی، اجتماعی و میزان ریسک بیماری در اختیار افراد تحت پوشش و مدیریت خود قرار می‌دهد و در صورت نیاز، بیمار را به پزشک متخصص ارجاع می‌دهد. پزشک خانواده جمعیتی مشخص و تعریف‌شده توسط وزارت بهداشت و درمان را تحت پوشش خود دارد. بدین منظور در این شیوه مدیریتی بیمار به پزشک خانواده مراجعه می‌کند و در صورت نیاز به پزشک متخصص ارجاع داده می‌شود و بیمارستان و مراجع درمانی نیز موظف هستند پیرامون اقدامات انجام‌شده و خدمات ارائه‌شده به بیمار، پزشک خانواده را مطلع سازند.

## نظام ارجاع در ایران
طرح نظام ارجاع در ایران از ابتدای سال ۸۴ فعالیت خود را در مناطق روستایی و شهری زیر ۲۰۰۰۰ نفر آغاز نمود. اما اجرای سیاست‌های آن با مشکلاتی همراه بوده‌است. نمونه‌ای از اجرای طرح پزشک خانواده در مناطق شهری استان فارس است. حدود ۴ سال از اجرای طرح پزشک خانواده شهری به‌صورت آزمایشی و پایلوت در استان فارس می‌گذرد؛ طرحی که در صدر سیاست‌های کلان آن جایگزینی سلامت‌محوری و ارتقای بهداشت به‌جای درمان محوری بود تا بدین‌وسیله از هزینه‌های درمانی کاسته شود و به‌جای آن ارزیابی‌های بهداشتی و پیشگیرانه بسترسازی گردد.
بنا به نظر برخی صاحبنظران، این طرح، طرحی فرسایشی و بی‌بازده است که هزینه‌های هنگفتی را بر بدنه وزارت بهداشت وارد کرده‌است، بدون آنکه اهداف سیاست‌گذاری‌شده را عملی نماید. هم‌چنین نظرسنجی‌های انجام‌شده، عدم رضایت مردم از اجرای این طرح را نشان می‌دهد که دلایل مختلفی دارد از جمله:
- عدم فرهنگ‌سازی مناسب در بطن جامعه پیش از اجرای طرح پزشک خانواده.
- همزمانی طرح تحول سلامت با نظام ارجاع که سبب سردرگمی در میان مردم گردیده‌است.
- عدم رضایت تیم درمان از پرداختی‌های صورت گرفته، به‌نحوی‌که گردابی بزرگ میان دریافتی‌های پزشکان خانواده و سیاست‌های شرکت‌های بیمه‌ای ایجاد گردیده‌است و در مواردی مشاهده شده‌است که کسوراتی غیرقانونی توسط بیمه‌ها صورت گرفته‌است که موجب نارضایتی عمیق پزشکان شده‌است. از طرف دیگر بعضی پزشکان در میزان ارجاعاتی که می‌دهند با هم رقابت کرده و برخی دانشگاه‌های علوم پزشکی و بیمارستان‌های تابعه علی‌رغم دریافت اعتبارات هنگفت به دلیل عدم وجود سازوکار مناسب و عدم اقدامات زیربنایی با کسری بودجه مواجه شده‌اند.
- جمعیت قابل‌توجهی از پزشکان عمومی در این طرح شرکت نکرده‌اند که همین مسئله ناهماهنگی گسترده‌ای را در اجرای خدمات ایجاد کرده‌است.